# Saint-Georges-de-la-Couée
Saint-Georges-de-la-Couée és un municipi francès situat al departament del Sarthe i a la regió de País del Loira. L'any 2007 tenia 182 habitants.

## Demografia

### Població
El 2007 la població de fet de Saint-Georges-de-la-Couée era de 182 persones. Hi havia 80 famílies de les quals 24 eren unipersonals (8 homes vivint sols i 16 dones vivint soles), 36 parelles sense fills i 20 parelles amb fills.
La població ha evolucionat segons el següent gràfic:
Habitants censats

### Habitatges
El 2007 hi havia 177 habitatges, 83 eren l'habitatge principal de la família, 76 eren segones residències i 18 estaven desocupats. 170 eren cases i 1 era un apartament. Dels 83 habitatges principals, 71 estaven ocupats pels seus propietaris i 12 estaven llogats i ocupats pels llogaters; 1 tenia una cambra, 9 en tenien dues, 20 en tenien tres, 22 en tenien quatre i 31 en tenien cinc o més. 48 habitatges disposaven pel capbaix d'una plaça de pàrquing. A 46 habitatges hi havia un automòbil i a 31 n'hi havia dos o més.

### Piràmide de població
La piràmide de població per edats i sexe el 2009 era:
| Homes | Edats   | Dones |
| ----- | ------- | ----- |
| 0     | 95 o +  | 0     |
| 0     | 90 a 94 | 0     |
| 0     | 85 a 89 | 4     |
| 8     | 80 a 84 | 0     |
| 4     | 75 a 79 | 16    |
| 8     | 70 a 74 | 4     |
| 8     | 65 a 69 | 8     |
| 4     | 60 a 64 | 4     |
| 12    | 55 a 59 | 4     |
| 0     | 50 a 54 | 4     |
| 12    | 45 a 49 | 0     |
| 4     | 40 a 44 | 8     |
| 4     | 35 a 39 | 8     |
| 8     | 30 a 34 | 12    |
| 4     | 25 a 29 | 4     |
| 4     | 20 a 24 | 0     |
| 8     | 15 a 19 | 4     |
| 12    | 10 a 14 | 0     |
| 4     | 5 a 9   | 12    |
| 4     | 0 a 4   | 8     |

## Economia
El 2007 la població en edat de treballar era de 117 persones, 88 eren actives i 29 eren inactives. De les 88 persones actives 80 estaven ocupades (44 homes i 36 dones) i 8 estaven aturades (4 homes i 4 dones). De les 29 persones inactives 14 estaven jubilades, 9 estaven estudiant i 6 estaven classificades com a «altres inactius».

### Ingressos
El 2009 a Saint-Georges-de-la-Couée hi havia 85 unitats fiscals que integraven 180 persones, la mediana anual d'ingressos fiscals per persona era de 15.295,5 €.

### Activitats econòmiques
Dels 8 establiments que hi havia el 2007, 1 era d'una empresa de construcció, 3 d'empreses de comerç i reparació d'automòbils, 1 d'una empresa d'informació i comunicació, 2 d'empreses de serveis i 1 d'una empresa classificada com a «altres activitats de serveis».
Dels 2 establiments de servei als particulars que hi havia el 2009, 1 era un taller de reparació d'automòbils i de material agrícola i 1 paleta.
L'any 2000 a Saint-Georges-de-la-Couée hi havia 18 explotacions agrícoles que ocupaven un total de 936 hectàrees.

## Poblacions més properes
El següent diagrama mostra les poblacions més properes.